# Hoff the Record
Hoff the Record (Englisch für „Die Akte Hoff“) ist eine britische Comedysendung mit David Hasselhoff. Die Erstausstrahlung erfolgte im Juni 2015 auf Dave. Die Mockumentary verfolgt David Hasselhoff, der eine fiktionalisierte Version seinerselbst im Herbst seiner Karriere spielt und ins Vereinigte Königreich zieht, um neue Karrieremöglichkeiten zu suchen. Die zweite Staffel wurde ab 6. Mai 2016 auf Dave erstausgestrahlt.

## Besetzung
| Rolle              | Darsteller       | Staffel          | Staffel          |
| Rolle              | Darsteller       | Staffel 1 (2015) | Staffel 2 (2016) |
| ------------------ | ---------------- | ---------------- | ---------------- |
| David Hasselhoff   | David Hasselhoff | Hauptfigur       | Hauptfigur       |
| Max Coleman        | Fergus Craig     | Hauptfigur       | Hauptfigur       |
| Dieter Hasselhoff  | Mark Quartley    | Hauptfigur       | Hauptfigur       |
| Terry Patel        | Asim Chaudhry    | Hauptfigur       | Hauptfigur       |
| Harriet Fitzgerald | Ella Smith       | Hauptfigur       | Hauptfigur       |
| Danny Jones        | Brett Goldstein  | Hauptfigur       | Hauptfigur       |

## Staffelübersicht
| Staffel | Episoden | Erstausstrahlung | Erstausstrahlung |
| Staffel | Episoden | Beginn           | Ende             |
| ------- | -------- | ---------------- | ---------------- |
| 1       | 6        | 18. Juni 2015    | 23. Juli 2015    |
| 2       | 6        | 6. Mai 2016      | 10. Juni 2016    |

## Episoden
Insgesamt wurden 12 Episoden in zwei Staffeln produziert und ausgestrahlt.

### Staffel 1 (2015)
| Nr. (ges.) | Nr. (St.) | Titel                        | Zusammenfassung | Erstausstrahlung UK |
| ---------- | --------- | ---------------------------- | --- | ------------------- |
| 1          | 1         | The Movie                    | David trifft seinen Manager Max und wird seinem Assistenten und Fahrer vorgestellt. Um seine Karriere wiederzubeleben nimmt er an einem Casting für seine eigene Rolle in einer Filmbiografie teil, wobei er sich darum bemüht, den Regisseur zu beeindrucken.                      | 18. Juni 2015       |
| 2          | 2         | Renew or Die                 | Max zeigt seinen nächsten Vorschlag für David: Eine Aftershave-Werbung. Während die Aufnahmen schlecht laufen wird ein privates Gespräch aufgenommen, in dem er sich abfällig über Frauen äußert.                                                                                   | 25. Juni 2015       |
| 3          | 3         | The United Nations           | Bei einer Trainingseinheit mit einem Personal Trainer entscheidet Hoff sich, Gutes zu tun und will UN-Botschafter des Guten Willens werden. Um Erfahrung zu sammeln besucht er das UN-Treffen einer Schule und stellt sich gegen den widerlichen Schulsprecher Alvin.               | 2. Juli 2015        |
| 4          | 4         | Hostile Environment Training | Hoff entscheidet sich, ein Projekt zum Demontieren von Landminen zu unterstützen. Beim Besuch eines umweltfeindlichen Trainingskurses mit Dieter und Harriet bringt der gemeine Kursleiter David und Dieter dazu, einen Fluchtversuch zu unternehmen.                               | 9. Juli 2015        |
| 5          | 5         | The Warlord                  | Max organisiert für Hoff einen Auftritt auf der Geburtstagsfeier eines "Gemeinschaftsleiters", der sich als schießwütiger Kriegsherr aus Tergistan entpuppt. Dieter zeigt einen beleidigenden Tanz, durch den die Gruppe im "KITT"-Auto des Kriegsherrn fliehen muss.               | 16. Juli 2015       |
| 6          | 6         | The Abduction                | Terry entführt seine Tochter, während er mit David nach Southend-on-Sea fährt und die Polizei glaubt, dass David das Mädchen entführt hat. Dies wird auch von Medien berichtet. Auf dem höchsten Punkt eines mehrstöckigen Autoparks startet Terry einen Fathers 4 Justice-Protest. | 23. Juli 2015       |

### Staffel 2 (2016)
| Nr. (ges.) | Nr. (St.) | Titel      | Zusammenfassung | Erstausstrahlung UK |
| ---------- | --------- | ---------- | --- | ------------------- |
| 7          | 1         | Death Hoax | Ein Scherz über den Tod von David und ein Wassersportunfall schaden Hoffs Albumverkäufen nicht. Er kämpft jedoch damit, als verstorben zu gelten, während Danny eine Such- und Rettungsmission plant. | 6. Mai 2016         |
| 8          | 2         | Rehab      | Max schickt Hoff in die Reha. | 13. Mai 2016        |
| 9          | 3         | Divorce    | Hoffs neuer Manager verspricht ihm eine Shakespeare-Rolle. Stattdessen bekommt er einen Promi-Käfig-Kampf.                                                                                            | 20. Mai 2016        |
| 10         | 4         | Wedding    | Hoff wird gebucht, um auf einer Hochzeit aufzutreten. | 27. Mai 2016        |
| 11         | 5         | Finance    | Hoff geht einen Teufelspakt mit einem Millionär ein, um ein Musical zu finanzieren. | 3. Juni 2016        |
| 12         | 6         | Horror     | Hoff bekommt eine Rolle in einem Low-Budget Horrorfilm. | 10. Juni 2016       |

## Veröffentlichung
Die ersten sechs Episoden sowie nicht ausgestrahlte Szenen wurden am 30. November 2015 auf DVD veröffentlicht.
Die Serie kann bei mehreren Streaminganbietern gestreamt werden. Die 1. Staffel ist ohne Zusatzkosten zum Abo bei RTL+ online, Staffel 1+2 sind lediglich bei BBC Player verfügbar. Bei Amazon Prime Video, Apple TV, Google Play und Microsoft Stream können die einzelnen Folgen, bzw. Staffeln ohne ein Abo gekauft werden.